# Kaldaklofafjall
Kaldaklofafjall är ett berg i republiken Island. Det ligger i regionen Austurland, 400 km öster om huvudstaden Reykjavík. Toppen på Kaldaklofafjall är 623 meter över havet.
Trakten runt Kaldaklofafjall är nära nog obefolkad, med mindre än två invånare per kvadratkilometer. Närmaste större samhälle är Fellabær, omkring 20 kilometer öster om Kaldaklofafjall. Trakten runt Kaldaklofafjall består i huvudsak av gräsmarker.